# تدی کاستلوچی
تدی کاستلوچی (انگلیسی: Teddy Castellucci؛ زادهٔ ۱۹۶۵ میلادی) موسیقی‌دان و آهنگساز اهل ایالات متحده آمریکا است.
از فیلم‌ها یا برنامه‌های تلویزیونی که وی در آن نقش داشته‌است می‌توان به خواننده عروسی، پدر بزرگ، دوس بیگالو: ژیگولوی مرد، حیوان، نیکی کوچک، حیوان، تنها در خانه ۴: پس گرفتن خانه، هشت شب دیوانه‌وار، مدیریت خشم، ۵۰ قرار اول، دختران سفیدپوست، طولانی‌ترین فاصله، ریباند، فقط شانس من، مرد کوچک، دوست‌دختر خارق‌العاده سابق من، گرازهای وحشی، آقای دیدز و بلیت بخت‌آزمایی اشاره کرد.